# Metaphaena basilactea
Metaphaena basilactea är en insektsart som först beskrevs av Karsch 1894.  Metaphaena basilactea ingår i släktet Metaphaena och familjen lyktstritar. Inga underarter finns listade i Catalogue of Life.